# Séisme de 1963 à Skopje
Le séisme de 1963 à Skopje (en macédonien : Скопски земјотрес од 1963 година, Skopski zemjotres od 1963 godina) est un séisme d'une magnitude de 6.9 sur l'échelle de Richter qui a frappé une partie de la République socialiste de Macédoine (actuelle Macédoine du Nord) au matin du 26 juillet 1963.
Le séisme a principalement touché la vallée du Vardar (où est située Skopje, capitale et principale agglomération macédonienne) et les massifs montagneux adjacents (Suva Gora, Crna Gora, Jakupica). À Skopje, les dégâts sont considérables, tant en pertes humaines (au moins 1 000 morts, 3 000 blessés et 120 000 sans-abri) qu'en pertes matérielles (la ville est détruite à plus de 80 %).
Le tremblement de terre est une conséquence directe de l'activité tectonique de la péninsule balkanique et plus précisément de la présence d'une faille (dite sillon du Vardar) qui court de la mer Égée à la région de Belgrade.
La catastrophe a fortement marqué l'histoire de Skopje, qui a alors perdu l'essentiel de ses infrastructures et de son patrimoine, mais elle a aussi marqué les médias de l'époque et a déclenché de nombreuses réactions internationales. Le statut non-aligné de la Yougoslavie a ainsi permis aux Skopiotes de recevoir de l'aide du monde entier. La reconstruction fut rapide et orchestrée par des grands noms de l'architecture moderne, comme le japonais Kenzo Tange.

## Contexte

### Contexte sismique

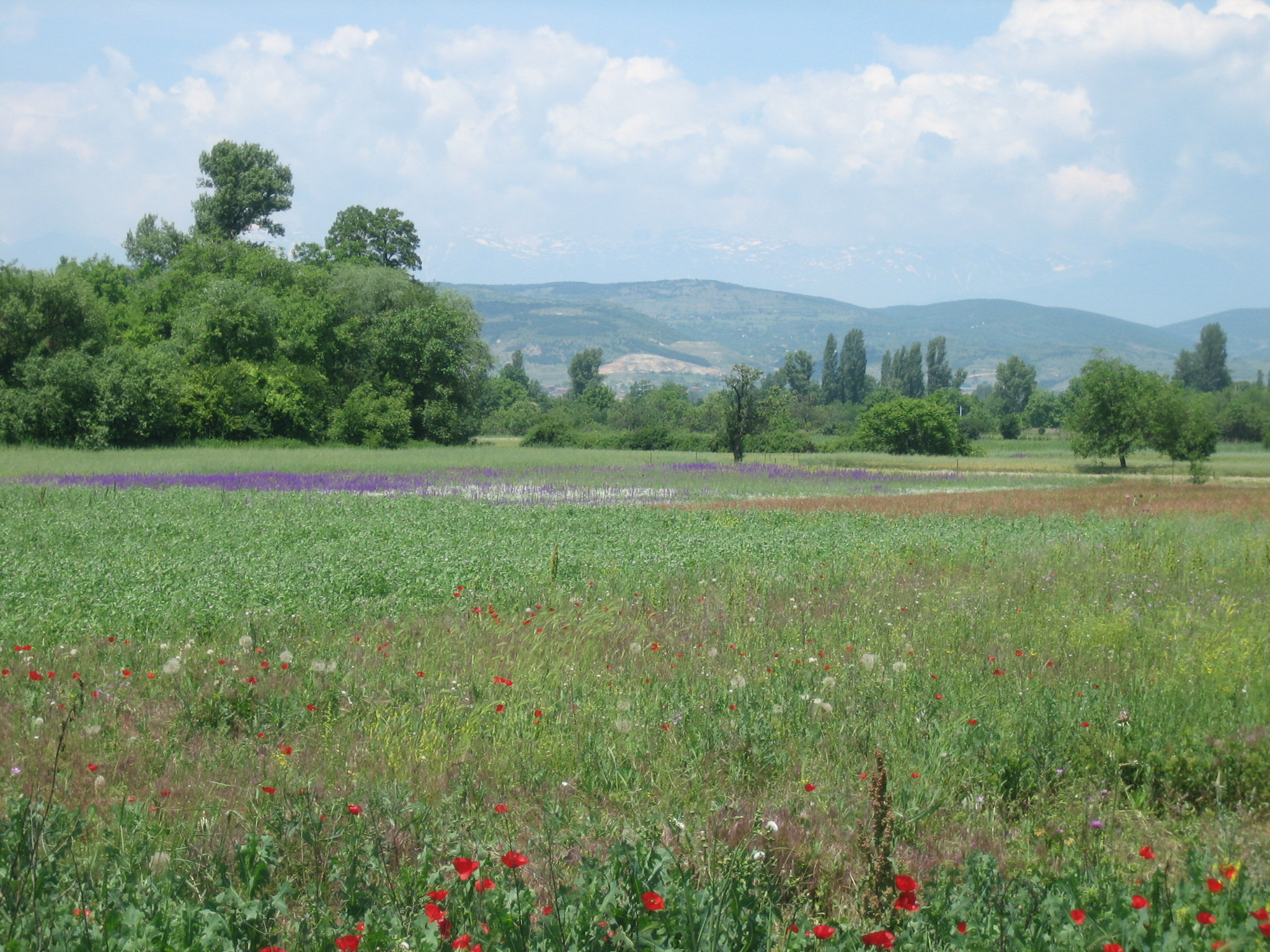
La vallée de Skopje, un bassin sédimentaire entouré de montagnes.

Skopje se trouve dans un bassin sédimentaire entouré de montagnes et parcouru par le Vardar, un fleuve qui se jette dans la mer Égée. Ce bassin couvre 2 100 km2, et la ville en elle-même n'occupe qu'un dixième de l'espace. L'ensemble du territoire macédonien est connu pour être une zone à risque, et il est cité par de nombreux sismologues, comme Fernand de Montessus de Ballore et Charles Francis Richter. La vallée du Vardar en elle-même est une région aux séismes fréquents, et la région de Skopje est sa partie la plus vulnérable.
Avant 1905 et la création de l'Institut de séismologie de Belgrade, l'histoire des séismes en Macédoine est très mal documentée. Seulement deux grands séismes antérieurs à cette date sont connus des historiens. Le premier, qui a eu lieu en 518, a entraîné la disparition de la ville romaine de Scupi et a laissé une fissure de 40 kilomètres de long et qui atteint jusqu'à quatre mètres de large. Le second a eu lieu en 1555 et a détruit au moins une partie de Skopje. Le premier séisme a eu une intensité estimée à IX sur l'échelle de Mercalli.
Au XXe siècle, plusieurs séismes se sont produits dans la région, notamment près du village de Mirkovrtsi en 1921. Des secousses répétitives avaient alors atteint 4,6 à 5,1 degrés de magnitude, soit VII ou VIII sur l'échelle de Mercalli. La même année, la ville de Gnjilane, au Kosovo voisin, était elle aussi touchée par un tremblement de terre.

### Skopje avant le séisme
En 1963, Skopje est la capitale de la République socialiste de Macédoine. C'est une ville moyenne d'environ 166 000 habitants et elle se trouve à la tête d'une vaste municipalité comptant 312 000 habitants ainsi que de nombreux villages. Elle concentre les activités économiques et culturelles de la Macédoine et elle bénéficie grandement des investissements yougoslaves. À cette époque, Skopje regroupe 35 % de l'industrie macédonienne et produit 43 % des revenus de la République socialiste de Macédoine.
Le visage de la ville était contrasté, avec au nord du Vardar, le vieux bazar ottoman, encore bien préservé, et au sud, les quartiers modernes. Le centre-ville moderne, organisé autour de la place du Maréchal Tito, datait principalement du début du XXe siècle, mais les maisons en brique et en stuc étaient progressivement remplacées par des immeubles en béton. Autour du centre, de nombreux quartiers résidentiels étaient apparus après la guerre. Ils étaient généralement composés de blocs d'immeubles.
La modernisation de la ville et l'étalement urbain qui se sont déroulés après la Seconde Guerre mondiale se sont souvent faits au mépris de la réglementation anti-sismique, promulguée en 1948. Pourtant Skopje avait déjà connu plusieurs grands tremblements de terre au cours de son histoire. Le non-respect des codes d'urbanisme explique en grande partie l'étendue des dégâts matériels. En outre, le Vardar, qui traverse la ville, avait eu des crues exceptionnelles en 1962, et l'eau avait fragilisé les fondations.

## Secousses

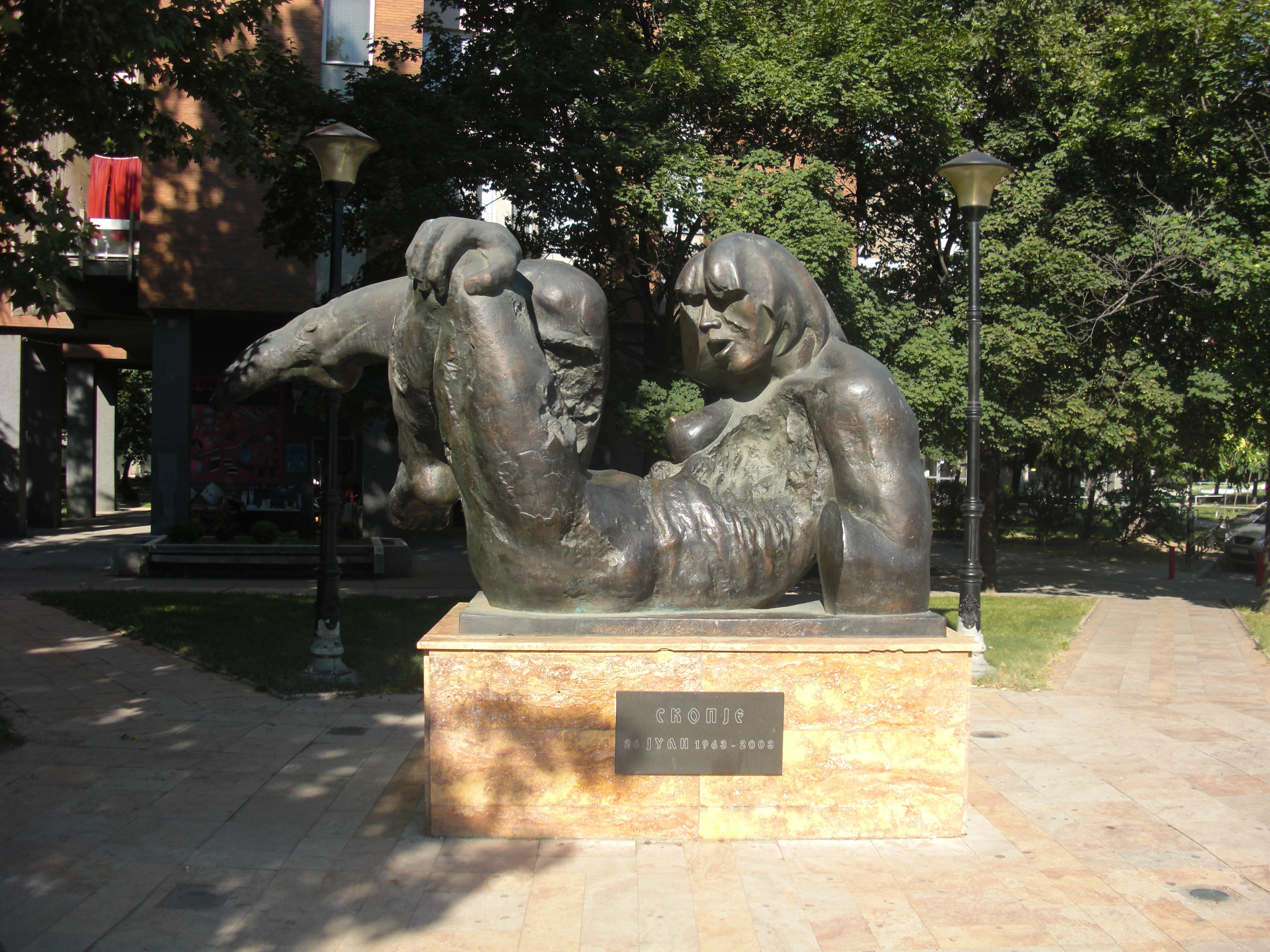
Le monument élevé en mémoire des victimes, installé près du musée de la ville de Skopje.

Le tremblement de terre intervient à 4 h 17 min 11 s UTC (5 h 17 heure locale) et dure environ 20 secondes. À l'issue de cette première secousse d'une magnitude estimée à 6.9 sur l'échelle de Richter, soit 6.1 sur l'échelle de magnitude du moment ou IX sur l'échelle de Mercalli, plusieurs répliques de moindre intensité se suivent jusqu'à 5 h 43.
La première secousse, la plus forte, est ressentie dans toute la Macédoine, avec une intensité variant entre IV et IX sur l'échelle de Mercalli. Elle est aussi perçue à Sofia, distante de plus de 170 kilomètres, et à Thessalonique, distante de 195 km. À Belgrade et Podgorica, des intensité de III sur l'échelle de Mercalli ont été observées.
La ville est alors en grande partie détruite. Aux alentours, les villages de Zlokoukyani et de Bardovtsi subissent également de lourds dégâts. L'épicentre est localisé à environ dix kilomètres au nord de Skopje, et l'hypocentre est estimé à cinq kilomètres de profondeur. La première secousse a libéré β10²² ergs d'énergie.
Le tremblement de terre de Skopje ressemble fortement à celui d'Agadir, qui a eu lieu trois ans auparavant. Les secousses, d'intensité modérée, se sont concentrées sur une zone restreinte et y ont causé d'énormes dégâts.

## Conséquences

### Pertes humaines

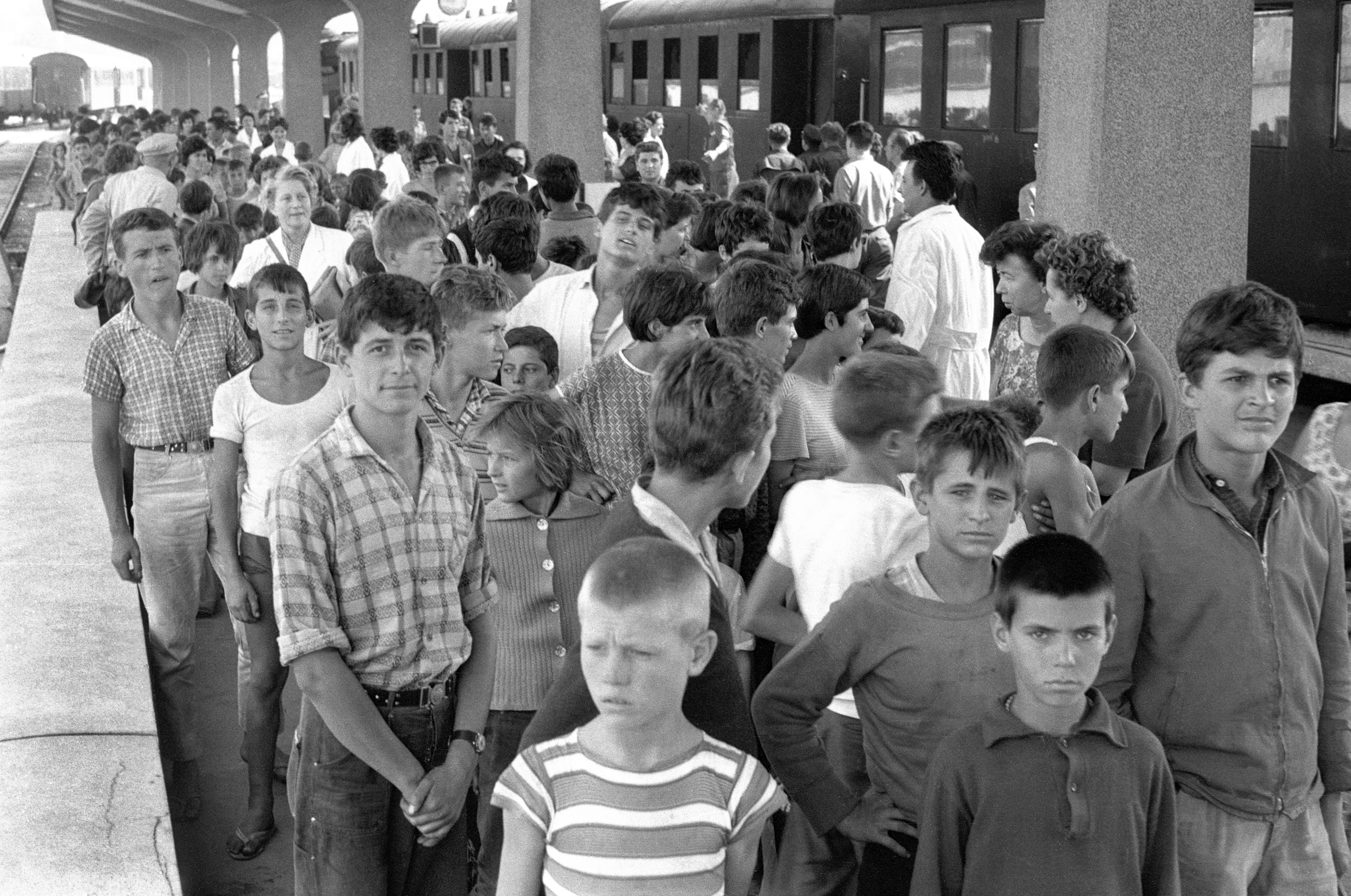
Arrivée le 2 août 1963, en gare de Maribor, d'enfants et de jeunes adolescents de Skopje qui ont été évacués vers la Slovénie, à l'autre extrémité de la Yougoslavie.

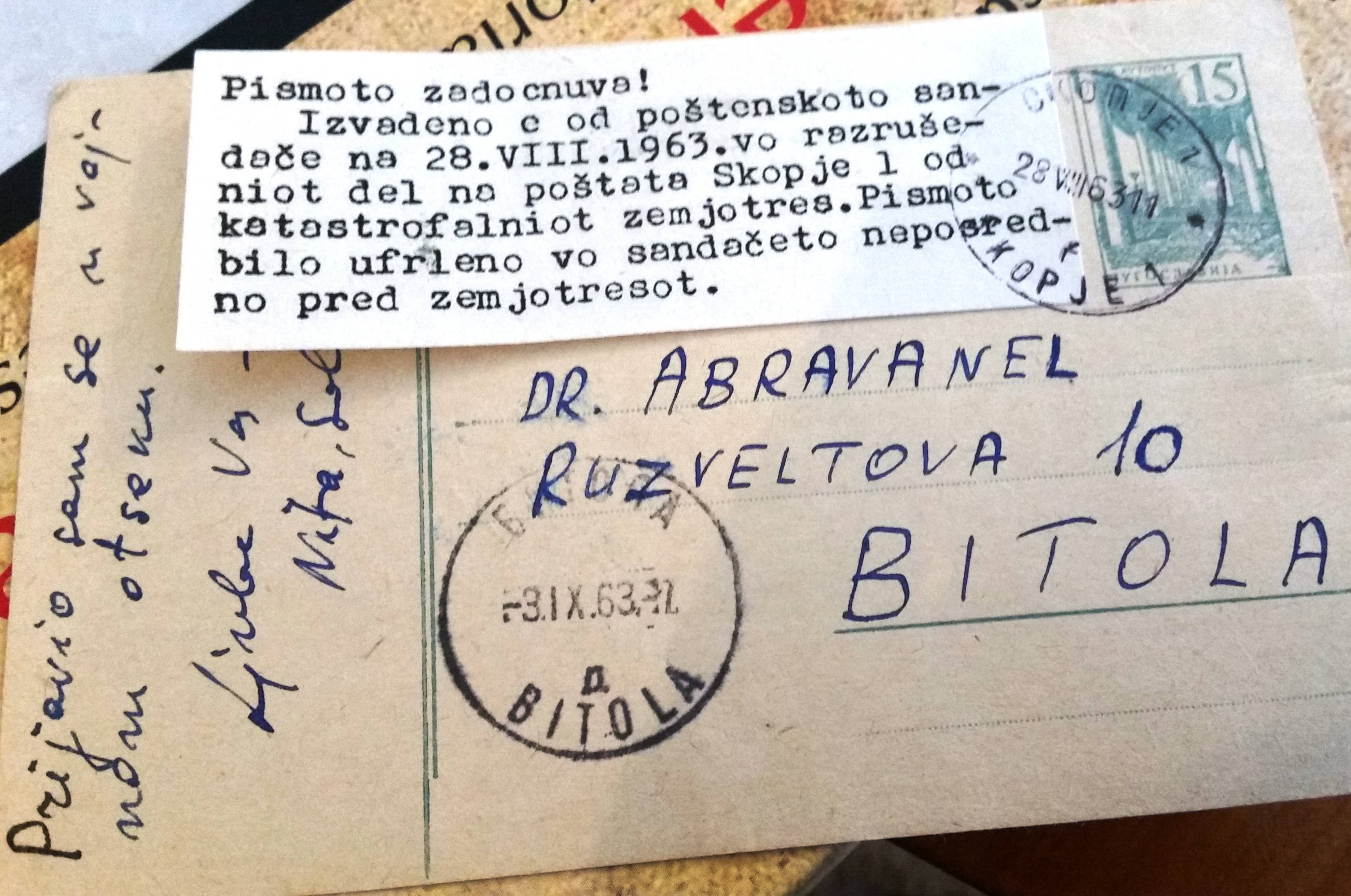
Carte postale trouvée dans les ruines du bureau de poste, envoyée de Skopje au Dr Haïm Abarbanal(he) à Bitola par ses enfants et gendre, les Dr Renee Levy Abarbanel et Levi Slbator, avant de périr dans le tremblement de terre.

Le tremblement de terre tue environ 1 070 personnes et fait 3 300 blessés, dont la moitié restera handicapés à vie. Le faible nombre de morts par rapport au taux de destruction s'explique par le fait que le séisme survient en période estivale, quand beaucoup d'habitants de la ville en sont absents pour les vacances. Cependant, à cause de l'heure matinale de la catastrophe (5 h 17), un grand nombre de personnes sont surprises dans leur sommeil, et environ seize mille sont ensevelies vivantes dans les décombres.
Immédiatement après le séisme, toutes les personnes âgées, les mères avec enfants ainsi que les habitants de moins de quinze ans sont évacués vers d'autres villes yougoslaves. Les autres personnes sont logées soit dans des tentes installées dans les parcs de la ville, soit chez des proches résidant dans d'autres villes. Les personnes dont les logements sont encore habitables peuvent continuer à y résider, et la totalité de la population est rentrée à Skopje au bout de neuf mois.

### Dégâts matériels
Après le séisme, environ un tiers des bâtiments restés intacts visuellement doivent être dynamités, et Skopje est détruite à 80,7 %. Les zones résidentielles sont détruites à 75 %, et 70 % des Skopiotes se retrouvent à la rue.

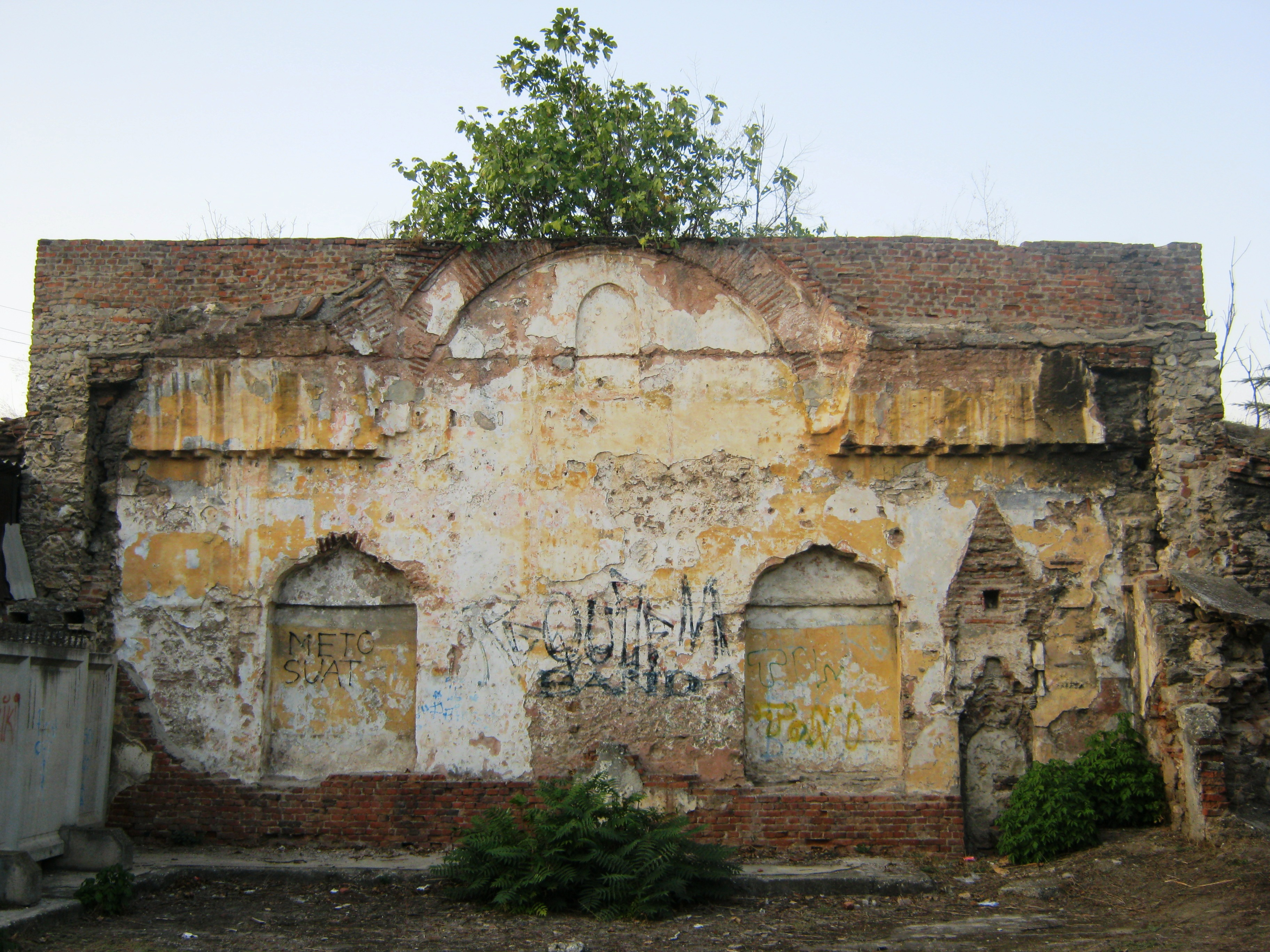
Les restes d'un hamam ottoman du vieux bazar détruit par le séisme.

Le tremblement de terre a aussi fait disparaître 8 écoles primaires et 11 établissements secondaires, 32 infrastructures sportives, 9 polycliniques, et un grand nombre d'autres institutions, comme l'université, dont les laboratoires sont réduits en poussière, et la bibliothèque nationale. Les dégâts sont évalués à un milliard de dollars, soit pratiquement le budget annuel de toute la Yougoslavie. Cela signifie que le coût de la reconstruction est non seulement trop élevé pour la ville, mais aussi pour le pays tout entier.
Par ailleurs, Skopje perd d'un seul coup une grande part de son patrimoine historique et culturel. Le vieux bazar est très endommagé et plusieurs mosquées du XVe siècle sont totalement effondrées. La ville perd aussi deux hammams ottomans, ainsi que sa forteresse, dont il ne reste que les fondations. Le musée archéologique de Macédoine, qui se trouvait dans la forteresse, est alors anéanti.

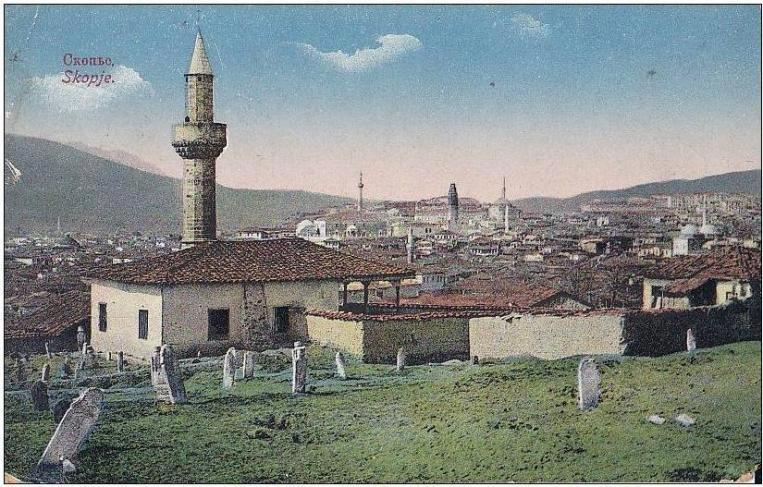
La mosquée Tutunsuz, construite au XVII sur les hauteurs du vieux bazar, a entièrement disparu en 1963.

De l'autre côté du Vardar, les quartiers modernes sont encore plus touchés et pratiquement tous les édifices emblématiques du centre-ville disparaissent, dont la maison des Officiers, la Banque nationale, le Théâtre national, l'hôtel de ville et le hall des expositions. L'un des seuls grands monuments modernes à avoir échappé à la destruction est le palais de l'Assemblée, qui datait des années 1930. La gare, en partie effondrée, reste utilisable. Enfin, les voies ferrées et les infrastructures souterraines ont globalement échappé au désastre.
De manière générale, les constructions qui ont le moins résisté aux secousses sont celles qui étaient faites en brique et en pierre. Les maisons traditionnelles à structure en bois ainsi que les immeubles en béton armé ont le moins souffert, tout comme les grandes tours d'habitation, qui étaient généralement solides et bien conçues. Les immeubles collectifs étaient cependant en grande majorité de petite taille et ils avaient été construits rapidement et à moindres frais.
Les usines, situées pour la plupart en périphérie, ont plutôt bien résisté, à l'exception notable de quelques grandes cheminées. Les barrages de la région, et notamment celui du lac Matka, n'ont connu aucun dégât. Enfin, les quartiers construits sur les conteforts du mont Vodno, au sud du centre, ainsi que ceux de Kisela Voda, au sud-est, ont été plutôt épargnés.
Quelques monuments détruits par le séisme :

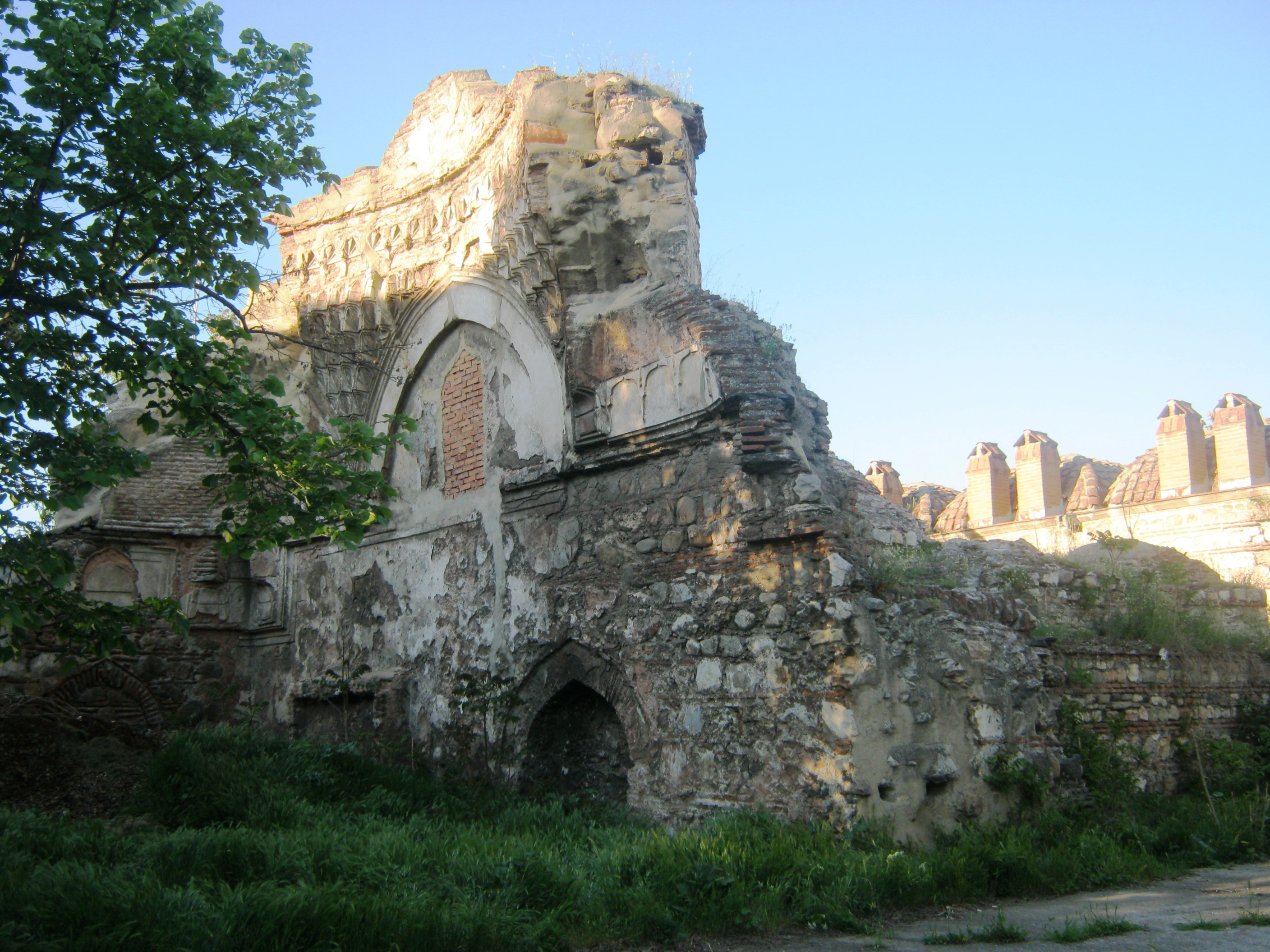
Un hammam ottoman en ruines.
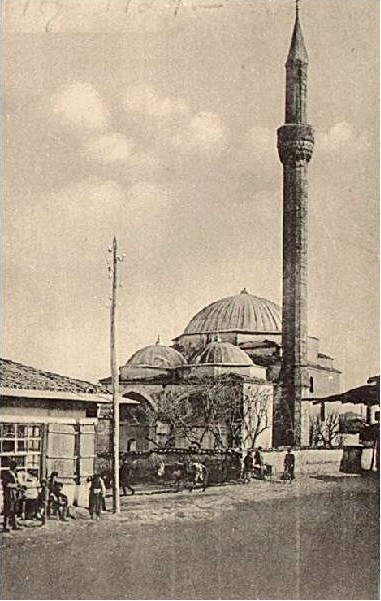
La mosquée Dukancik.
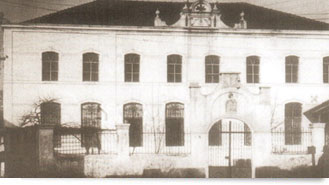
La synagogue Bet Yakov.
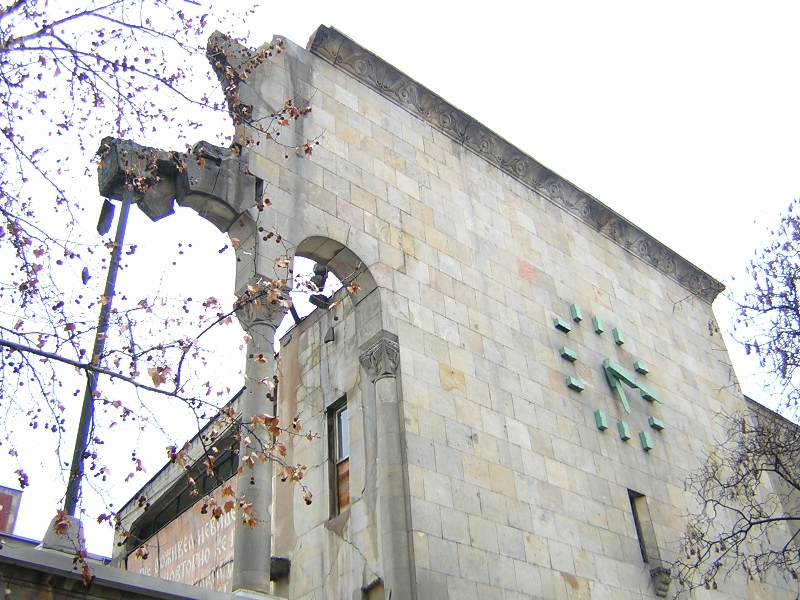
La gare, dont l'horloge indique l'heure du séisme.
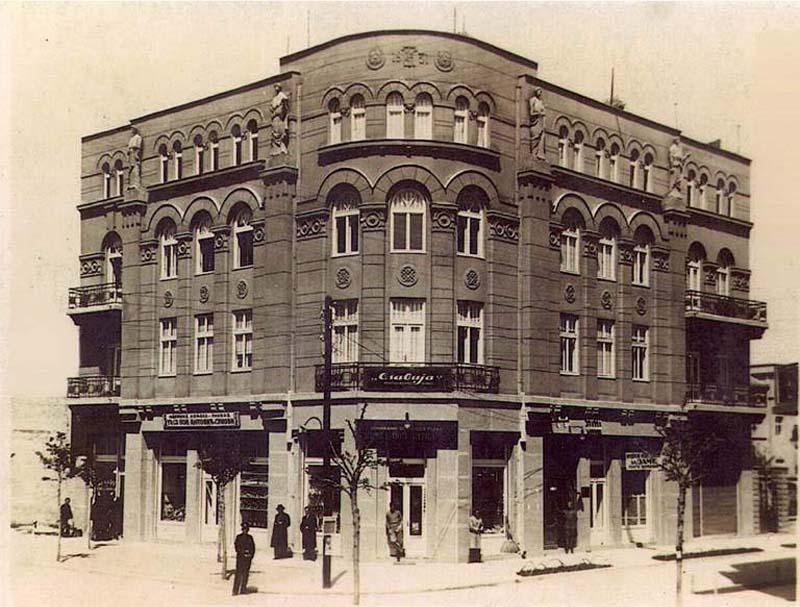
Le palais Čitkušev.
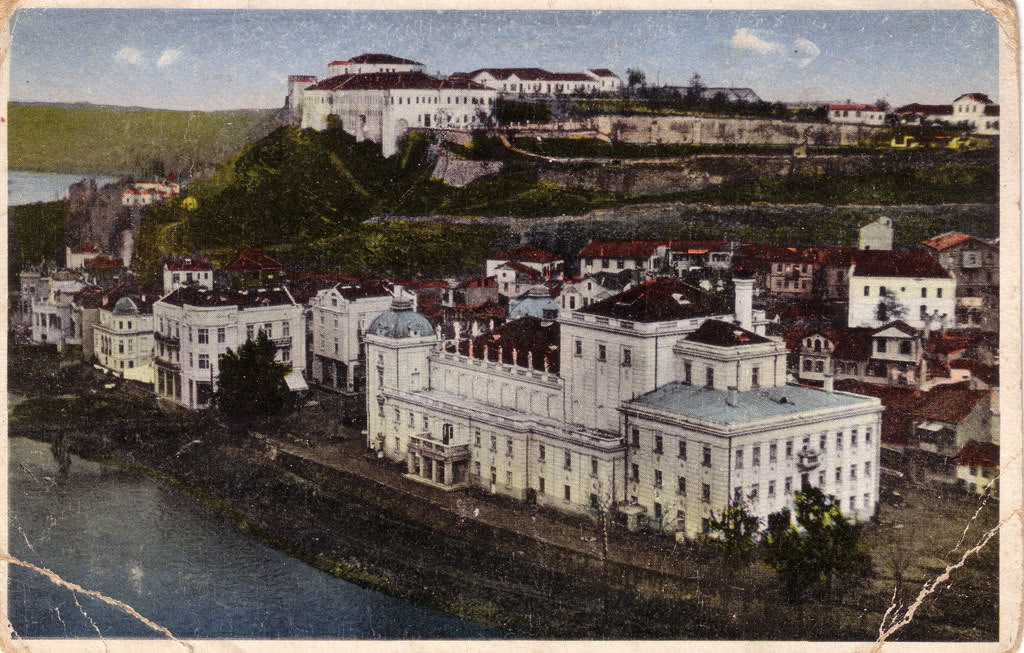
Le Théâtre national macédonien.
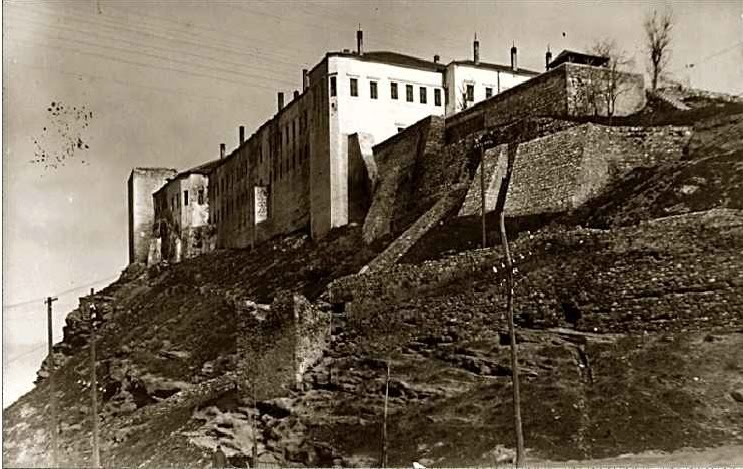
La forteresse de Skopje.

## Réactions

### Communauté internationale

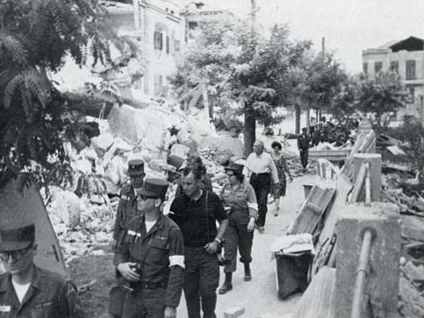
L'armée américaine dans les ruines de Skopje.

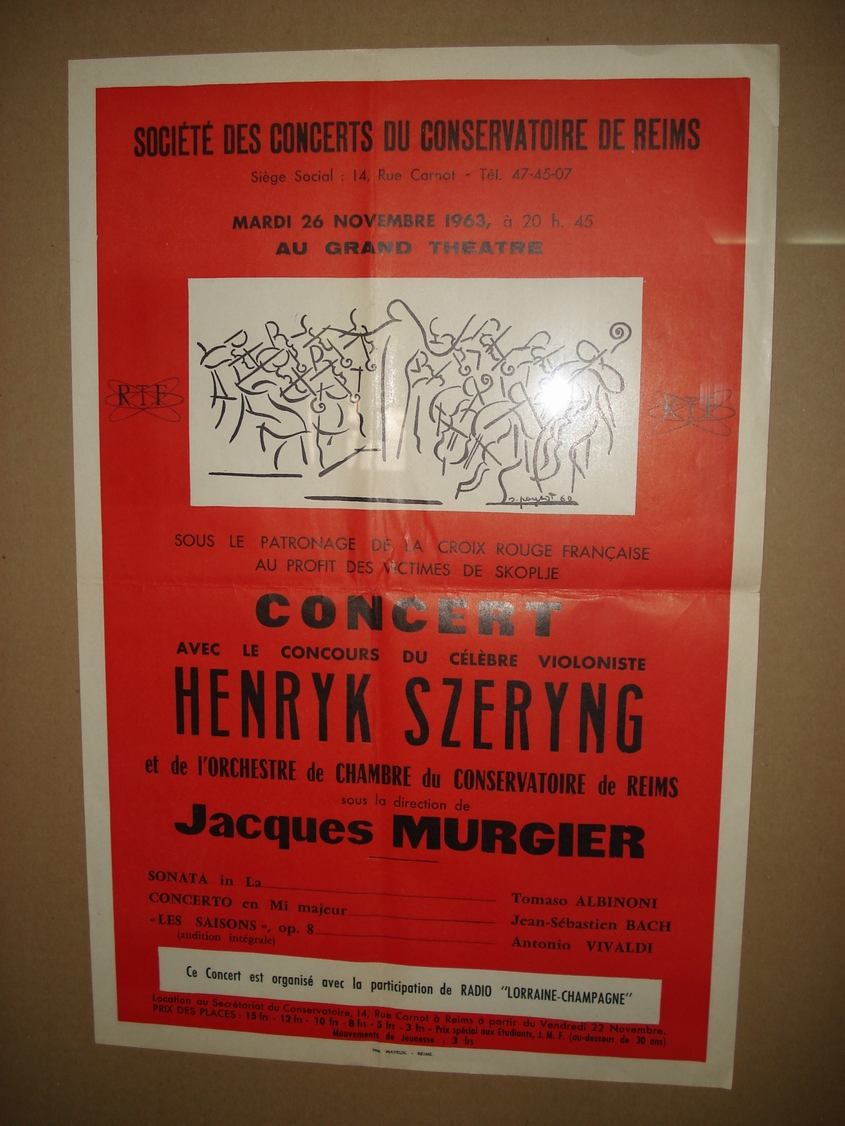
Affiche d'un concert de charité à Reims.

Des renforts de l'armée yougoslave sont immédiatement acheminés sur les lieux mais leurs efforts se révélant insuffisants, le maréchal Tito sollicite l'aide des Nations unies. 35 États membres demandent rapidement que l'Assemblée générale des Nations unies place Skopje dans son agenda. De l'aide de 77 pays est conséquemment acheminée sous forme d'argent, de médecins, d'équipes de reconstruction, de dons alimentaires,,...
L'événement est retransmis par les médias du monde entier, et Skopje profite grandement de la position non-alignée de la Yougoslavie puisqu'elle reçoit autant d'attention de la part du monde occidental que du bloc communiste. Ainsi, le président des États-Unis, John F. Kennedy, fait venir du personnel militaire, des maisons préfabriquées et des tentes, tandis que Nikita Khrouchtchev visite personnellement la ville. Pour les soldats américains et soviétiques, il s'agissait de la première occasion de se serrer la main depuis l'Elbe Day à Torgau en 1945.
Plusieurs États ou donateurs ont fait eux-mêmes construire des infrastructures ou des quartiers entiers, et certains endroits de Skopje conservent le souvenir de cet élan de générosité. Ainsi, le quartier Deksion, dans la commune de Ǵorče Petrov, conserve le souvenir des matériaux de construction australiens Dexion, offerts par un philanthrope,, l'hôpital Bucarest a été financé par la Roumanie, et plusieurs tours d'habitation de Karpoch sont surnommées les immeubles russes (руски згради). Enfin, il existe aussi des quartiers de maisons préfabriquées appelés les baraques suédoises ou finlandaises (шведски/фински бараки).

### Monde artistique
Skopje ayant perdu une grande part de sa richesse artistique, l'Association internationale des arts plastiques lance un appel aux artistes du monde entier lors de sa convention d'octobre 1963. Elle cherche ainsi à constituer un fonds d'art contemporain qu'elle pourrait offrir à la ville. Le musée d'art contemporain de Skopje, construit par le gouvernement polonais, possède ainsi des œuvres de Pablo Picasso, Hans Hartung, Victor Vasarely, Alexander Calder, Pierre Soulages, Alberto Burri, Christo, etc.
L'écrivain italien Alberto Moravia a écrit à propos de la catastrophe :

« Skopje ne doit pas rester un simple communiqué de journal sur ses souffrances, mais doit être notre responsabilité à tous, de tous les hommes qui aujourd'hui ou demain, à travers une nouvelle catastrophe similaire, pourraient devenir skopiotes. »

Jean-Paul Sartre a de son côté écrit :

« Skopje n'est pas un film, ce n'est pas un thriller où l'on devine le moment crucial. C'est une concentration de combats humains pour la liberté, avec un résultat qui inspire d'autres combats et le refus de la défaite. »

## Reconstruction

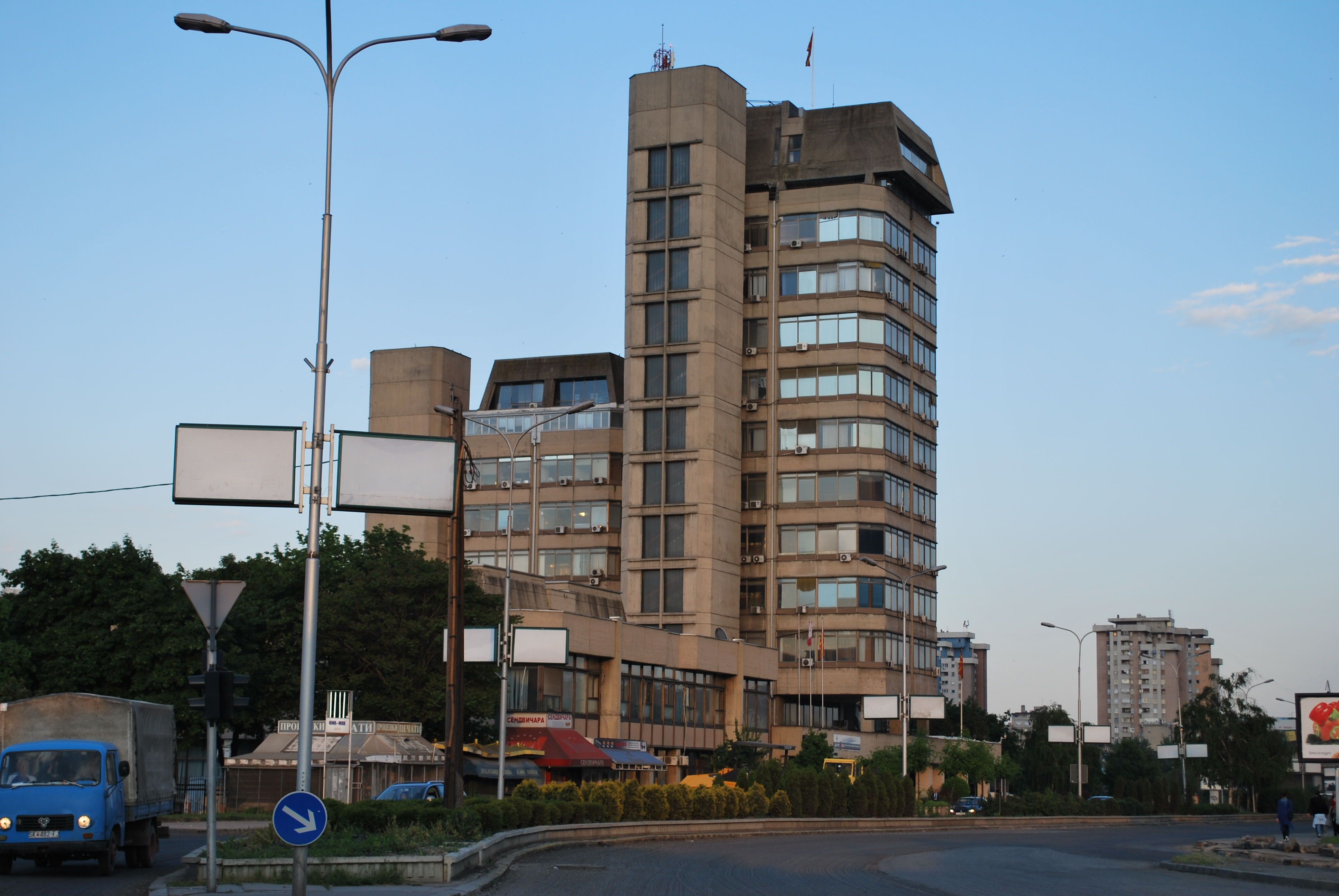
La nouvelle banque nationale.

Pendant les premiers mois qui suivent la catastrophe, un débat a lieu entre les partisans de la reconstruction et ceux qui proposent l'abandon de la ville, car d'autres séismes sont à prévoir sur le site. Après prospection, aucun endroit sûr en Macédoine ne semble toutefois pouvoir accueillir la nouvelle capitale, et le bon état des infrastructures de transport et des usines motive finalement la reconstruction sur le même site. Un comité de reconstruction est nommé par l'ONU en 1964, il est dirigé par Adolf Ciborowski, architecte polonais qui avait déjà planifié la reconstruction de Varsovie en 1945. Il est secondé dans sa tâche par une soixantaine d'experts internationaux et autant d'experts yougoslaves. Le plan définitif est présenté au public en octobre, lors d'une exposition qui attire plus de 10 000 visiteurs en une semaine. Les travaux, rapides, sont aussi très impressionnants et, lors d'un exercice d'écriture sur l'évènement qui avait selon eux le plus marqué l'histoire de leur ville, 80 % des enfants skopiotes choisissent la reconstruction plutôt que le séisme lui-même.

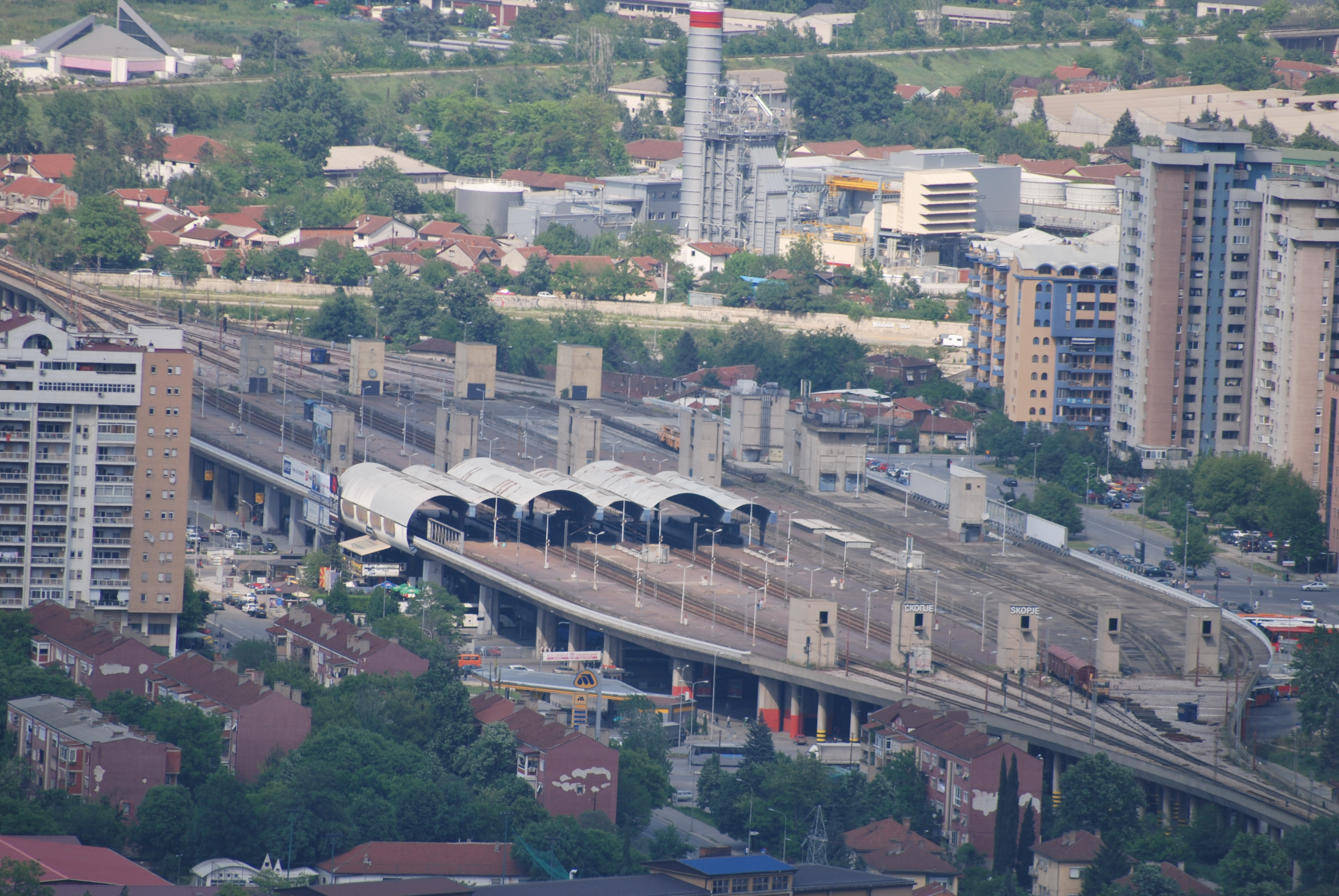
La nouvelle gare.

Dans les trois à cinq ans qui suivent le séisme, les efforts se concentrent sur le relogement de la population et la remise en marche de l'industrie. La reconstruction a un impact psychologique profond, car elle entraîne l'éclatement des voisinages et la réinstallation aléatoire des habitants. Les gens ne sont pas familiers de leurs nouveaux logements, des préfabriqués en bois, ils craignent les incendies et n'ont pas le droit de participer eux-mêmes à la construction de leurs futures maisons. Les logements se veulent également rationnels et le régime voit dans la reconstruction une manière de rééduquer la population, notamment les minorités. Toutefois, la communauté rom, très réticente à emménager les nouveaux immeubles, est regroupée dans un nouveau quartier au nord de la ville, Chouto Orizari, qu'elle peut construire comme elle le souhaite. Le centre-ville est d'abord laissé en ruines, ce qui permet d'y conduire des analyses de sol et d'organiser un concours international pour son redéveloppement. Ce concours est remporté par Kenzō Tange, qui a déjà travaillé à Hiroshima, ainsi que par un institut croate. Le projet final, une synthèse du travail des deux lauréats, est présenté en 1966.

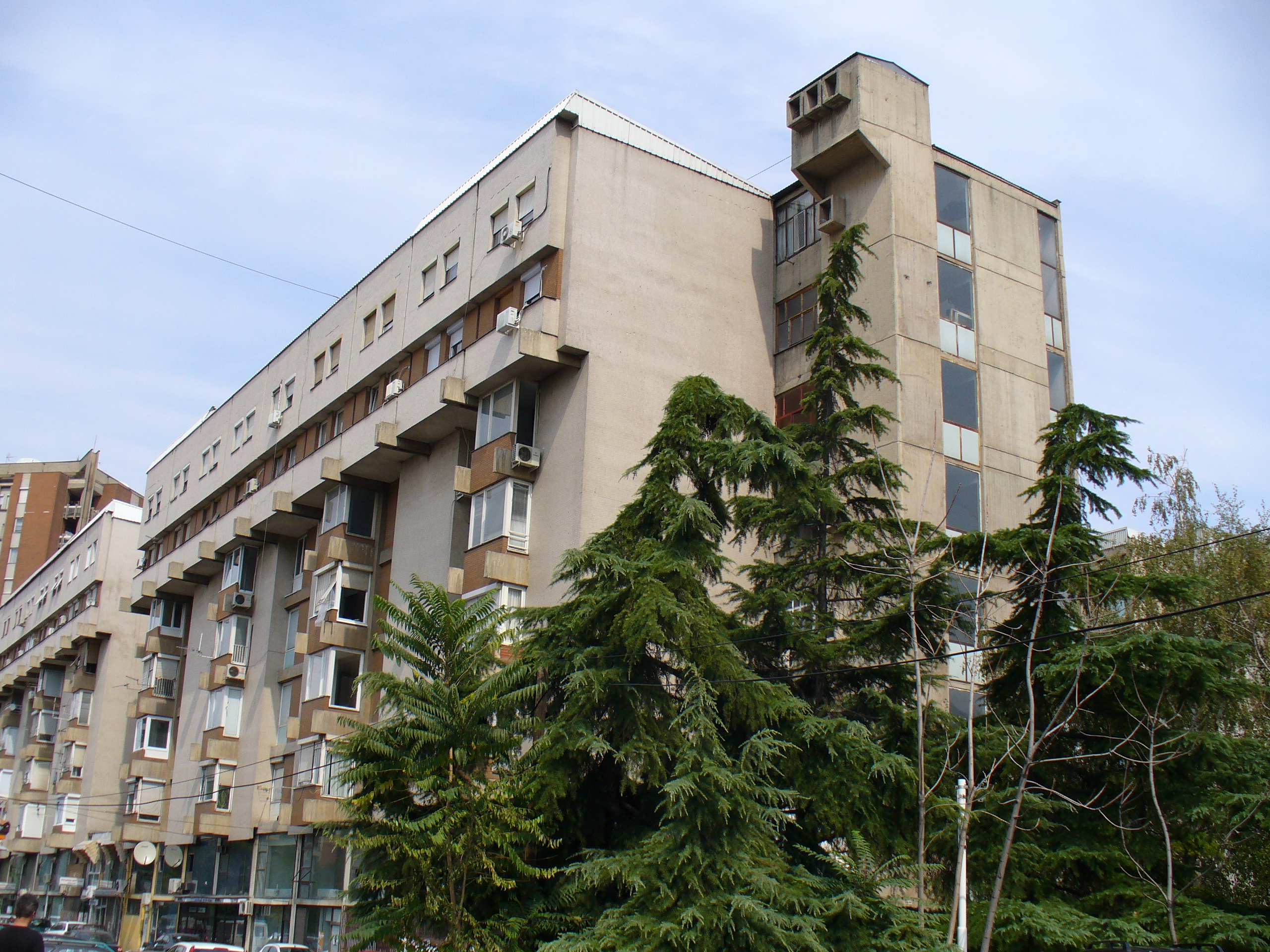
Le Mur de la Ville, une série d'immeubles dessinés par Kenzo Tange pour figurer des remparts autour du centre-ville, censés le protéger d'une nouvelle catastrophe.

Les travaux sont achevés vers 1980, même si certains éléments ne voient jamais le jour, à cause de l'épuisement des fonds et de l'inflation qui s'aggrave en Yougoslavie. Ils font naître une ville totalement nouvelle, composées d'unités consacrées à des usages bien précis, comme l'industrie, le commerce, le logement… Chaque unité de logement doit pouvoir contenir 6 000 personnes et celles-ci habiter à moins d'un quart d'heure à pied d'un arrêt de bus. La gare est l'un des seuls édifices anciens conservés dans le centre. Laissée partiellement en ruines, son horloge arrêtée sur l'heure du séisme, elle a été transformée en musée de la ville de Skopje. Une grande partie du vieux bazar ottoman, sur la rive nord du Vardar, est quant à elle restaurée et conservée.
Certains monuments disparus lors du séisme ont été reconstruits bien plus tard. C'est notamment le cas de la forteresse, remontée pierre par pierre au cours des années 2000, du Théâtre national macédonien, inauguré en 2013, et de plusieurs mosquées du vieux bazar, qui ont été reconstruites après l'indépendance du pays en 1991.

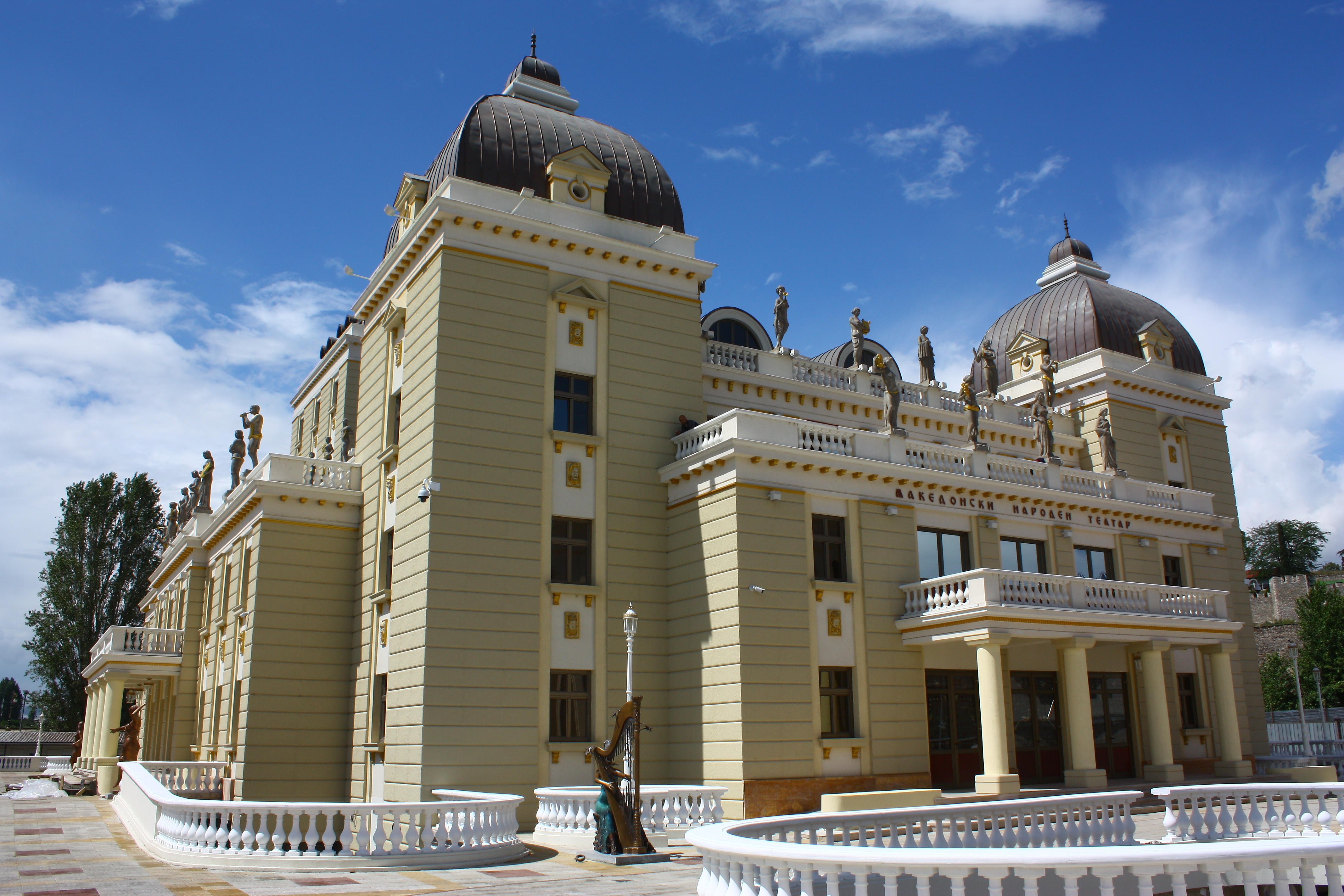
Le Théâtre national macédonien, reconstruit à l'identique.
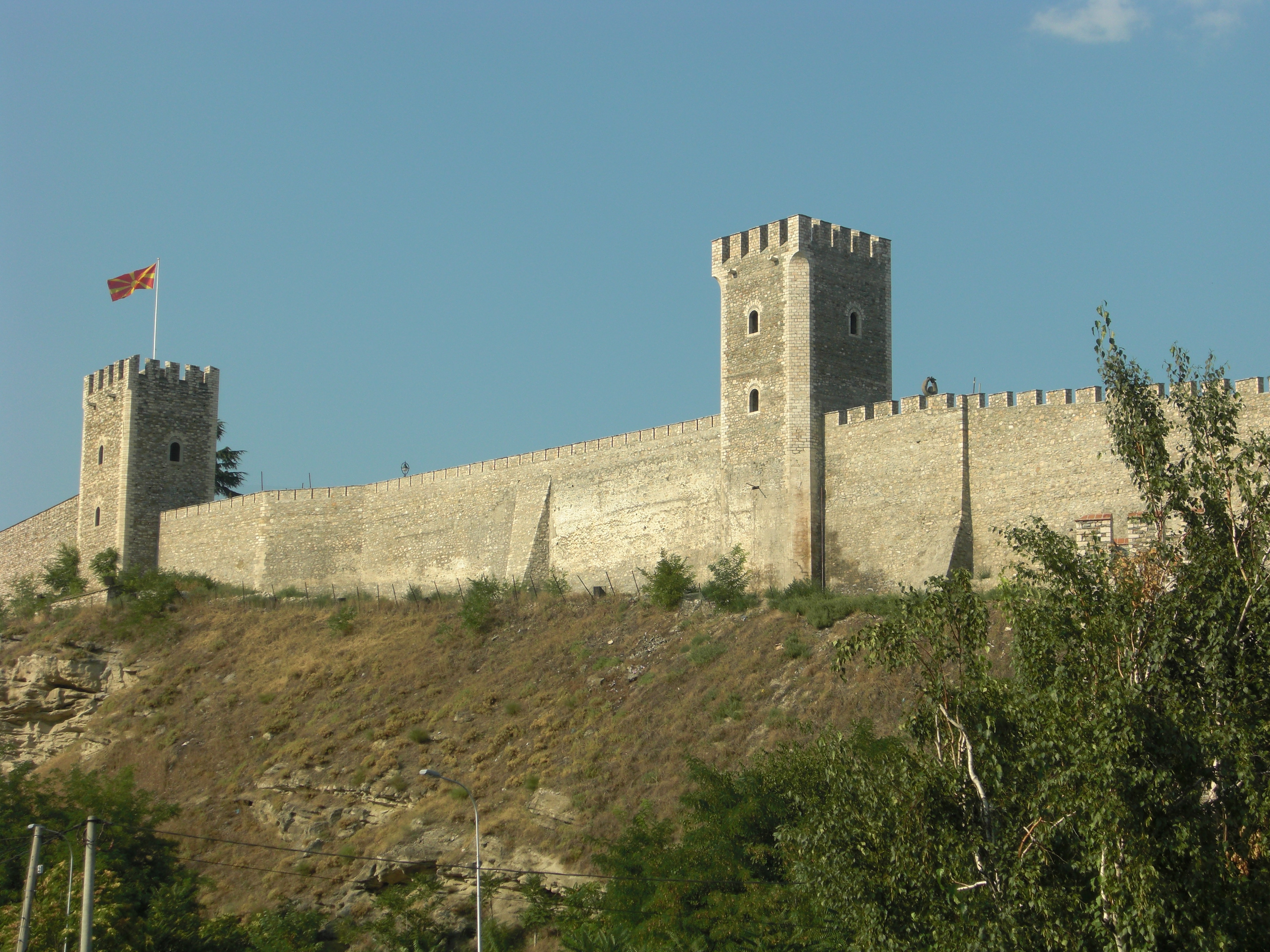
La forteresse de Skopje, remontée pierre par pierre.
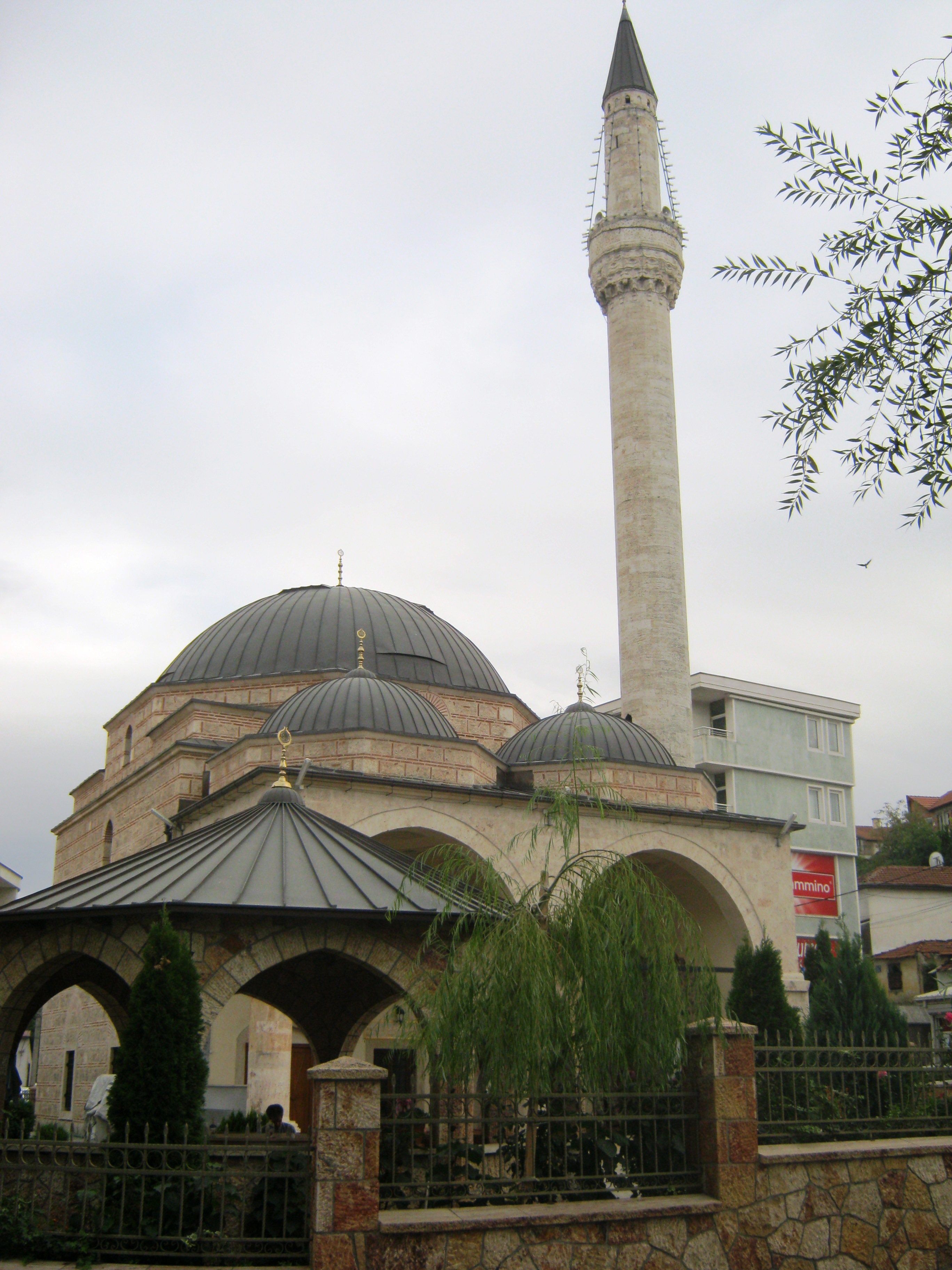
La mosquée Dukancik, reconstruite au cours des années 1990.
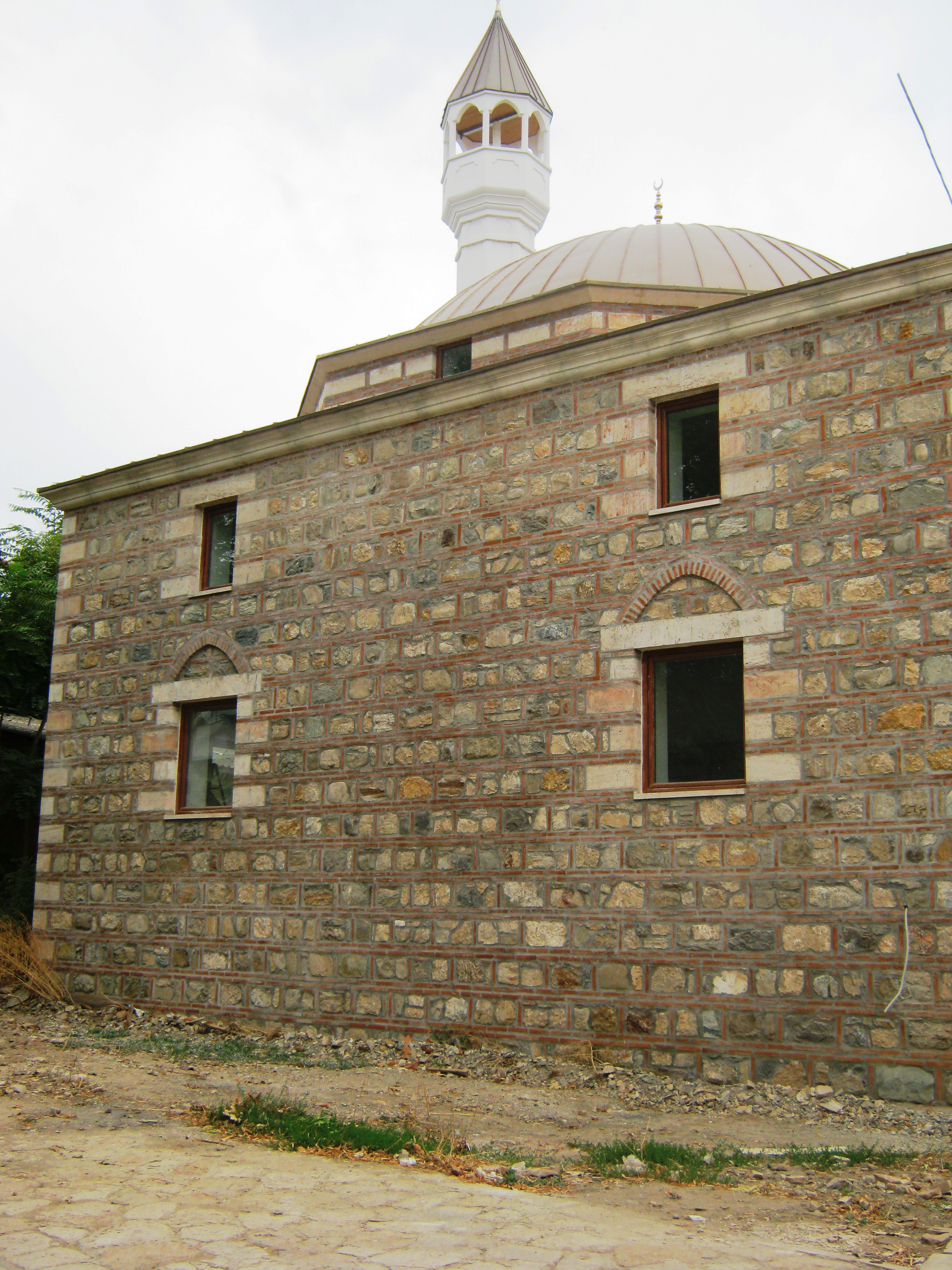
La mosquée Arasta, reconstruite au cours des années 2000.
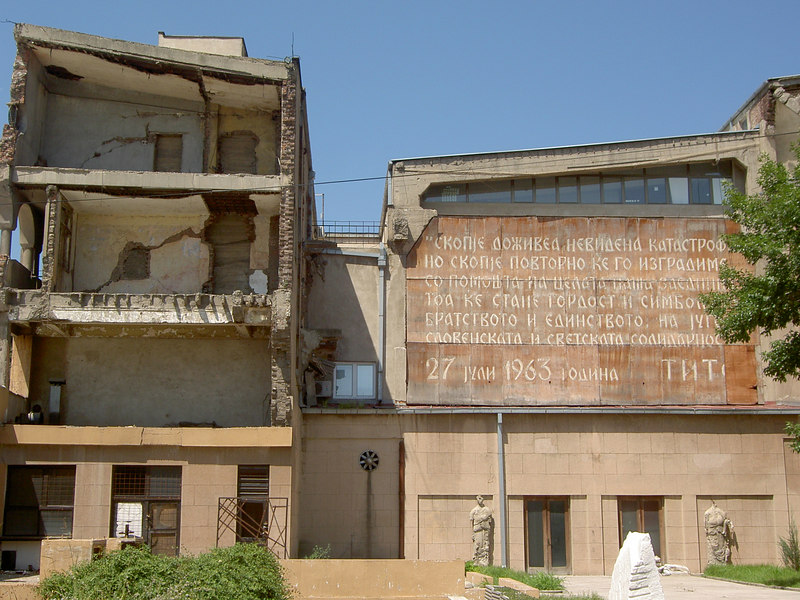
L'ancienne gare, laissée en ruines et transformée en musée de la ville de Skopje.